# Swami Vishnu Devananda
Swami Vishnu-Devananda (Kerala, 31 de dezembro de 1927 — 1993) foi um líder espiritual hindu.

## História
Nasceu em Kerala, no Sul da Índia, em 31 de dezembro de 1927.
Após uma curta carreira no Exército Indiano, conheceu os ensinamentos de  Swami Sivananda por meio de um folheto sobre Sadhana Tattwa (Instruções Espirituais) que dizia: "Um grama de prática vale mais que toneladas de teoria. Pratique Yoga, Religião e Filosofia todo dia e alcançará a autorrealização."
Isso o impressionou tanto que foi à cidade de Rishikesh, em busca de seu Mestre.
Aí, teve uma experiência que mudaria sua vida para sempre, a qual ocorreu nas escadarias do Ashram, à margem do Rio Ganges.
Swami Sivananda subia as escadas do Ashram e, como de costume, as pessoas se prostravam diante dele.
O jovem militar (que mais tarde se chamaria Swami Vishnu-Devananda) vinha em sentido contrário mas não queria inclinar-se diante de ninguém e, para evitar tal situação, saiu por uma porta, pensando não ter sido visto.
Minutos mais tarde, Swami Sivananda apareceu inesperadamente e se inclinou ante o arrogante homem. Esta foi a primeira lição de humildade que Swami Vishnu-Devananda recebeu de seu guru, Swami Sivananda.
Swami Vishnu-Devananda saiu do Exército e ingressou no Ashram em 1947, com a idade de 20 anos. Tornou-se Sannyasa (monge) e foi nomeado professor de Hatha Yoga da Sivananda Yoga Vedanta Forest Academy. Ali preparou muitos estudantes, indianos e estrangeiros, enquanto prosseguia com seu aprendizado, tendo chegado a dominar as técnicas mais avançadas de Hatha Yoga.
Quando alguém lhe perguntava como havia conseguido dominar essas técnicas tão antigas, que haviam sido perdidas nos tempos modernos, Swamy Vishnu-Devananda dizia: "Meu Mestre pôs seu dedo entre minhas sobrancelhas e abriu meu olho da intuição. Este conhecimento está vindo a mim de vidas passadas."
Em 1957, após dez anos de vida no Ashram, Swami Vishnu-Devananda foi enviado por seu Mestre para o Ocidente, para divulgar os antigos ensinamentos da Yoga.
Swami Vishnu-Devananda viajou pelos Estados Unidos ensinando Yoga e observando o estilo de vida ocidental.
Estabeleceu o primeiro Sivananda Yoga Vedanta Center em Montreal, no Canadá. O primeiro Yoga Camp aconteceu no verão de 1961, com poucos estudantes. Foi muito curioso para Swami ver os ocidentais, tão acostumados com suas vidas confortáveis, dormindo no chão e banhando-se em água fria.
Em fevereiro de 1962 inaugurou o Sivananda Ashram Yoga Camp, em Valmorin, Canadá, em meio a 300 acres de bosques, nas Montanhas Laurentian. A região tem centenas de lagos de águas claras, ar fresco e muita tranquilidade.
Atualmente o Ashram conta com vários templos, uma sala de yoga, alojamento para convidados, cozinha, refeitório, edifício de escritórios, galeria de arte, piscina, sauna e pista de esqui. Os visitantes e residentes podem viver em um ambiente saudável de paza, em uma atmosfera espirtual que convida à disciplina yóguica e ao serviço ao próximo.
Todos os anos, no verão, são realizados os TTCs - Teacher's Training Courses, um curso de formação de professores de yoga com duração de um mês.
Embora sejam ensinadas ásanas, pranayamas, filosofia Vedanta e assuntos afins, a finalidade do curso não é formar professores de yoga, mas sim líderes para a sociedade, com forte senso de moralidade.
Em 1967, Swami Vishnu-Devananda estabelecu o Sivananda Ashram Yoga Retreat em Nassau, Bahamas. O mar e os céus tropicais fazem este lugar ideal para a expansão da mente através da prática da yoga.
Swami Vishnu-Devananda faleceu em 1993, tendo deixado um vasto legado espiritual, que até hoje vem influenciando milhares de pessoas.

## Obras
- The Complete Illustrated Book of Yoga